# Ryosuke Nunoi
Ryosuke Nunoi, född 18 januari 1909 i Kobe, Japan, död 21 juli 1945 i Burma, var en japansk tennisspelare. 

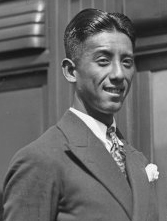
Ryosuke Nunoi (1932)

Nunoi var en sen representant för det "japanska tennisundret", som betecknar den period under 1920- och 1930-talen då Japan, i skuggan av USA och Frankrike, var en betydande tennisnation. Framgångsvågen hade under 1920-talet inletts av spelare som Zenzo Shimizu, Ichiya Kumagae och Seiichiro Kashio. Med Nunoi, tillsammans med främst landsmännen Jiro Sato och Tatsuyoshi Miki fortsatte de internationella framgångarna för Japan, främst inom Davis Cup men också i andra turneringar inklusive Tennisens Grand Slam.
Nunoi deltog i Grand Slam-turneringarna 1932 och 1933 och nådde i singel som bäst kvartsfinal i Australiska mästerskapen 1932. Han mötte där storspelaren, australiern Jack Crawford och förlorade med 6-3 5-7 4-6 1-6. I Amerikanska mästerskapen 1933 nådde han fjärde omgången, men förlorade där mot Frank Shields (5-7 2-6 3-6).
Nunois främsta Grand Slam-merit är en finalplats i dubbel tillsammans med Jiro Sato i Wimbledonmästerskapen 1933. Det japanska paret mötte fransmännen Jean Borotra/Jacques Brugnon som vann med 4-6 6-3 6-3 7-5.
Nunoi deltog i det japanska Davis Cup-laget säsongen 1933 tillsammans med Jiro Sato. Han spelade totalt 12 matcher och vann 9 av dem. Laget nådde den säsongen semifinal i Europazonen mot Australien, ett möte som hölls på grusbanorna på Roland Garros. Nunoi besegrade junioren Vivian McGrath men förlorade mot den australiska ettan och det årets trefaldige Grand Slam-vinnare Jack Crawford. Australien vann mötet med 3-2 i matcher.
Nunoi begick självmord i Burma i slutet av det andra världskriget.